# Application de recueil de la documentation opérationnelle et d'informations statistiques sur les enquêtes
Pour l’article homonyme, voir Ardoise (homonymie).
ARDOISE (Application de Recueil de la Documentation Opérationnelle et d'Informations Statistiques sur les Enquêtes) est un logiciel de type policeware de la police et de la gendarmerie françaises, qui doit remplacer l'actuel logiciel de rédaction de procédure (LRP) et il est accompagné d'une nouvelle base de données, ARIANE, qui regroupe le Stic et JUDEX, les bases de données respectivement, de la police nationale et de la gendarmerie. En test depuis janvier 2008, le logiciel serait destiné à être utilisé dans toute la France dès mai 2008. Cependant, bien que les programmes soient déjà installés sur les ordinateurs de la Police nationale et de la Gendarmerie, ils ne sont pas fonctionnels tant que les serveurs ne seront pas redémarrés et mis à jour, autrement dit quand la polémique sera terminée et le programme validé.

## Polémique
Ce nouveau logiciel, actuellement en test, est l'objet de vives polémiques, car il permettait d'entrer des informations personnelles sur les individus qui comparaissent comme victimes, témoins ou accusés, comme par exemple s'ils sont homosexuels, travestis, membres d'un parti politique ou d'un syndicat, s'ils sont SDF, handicapés ou s'ils fréquentent des prostituées. Selon la Ligue des droits de l'homme, le logiciel était déjà en application dans 694 commissariats, sans avoir fait l’objet de déclaration à la Cnil.
Des syndicats de policiers, ainsi que le Collectif contre l'homophobie ont saisi la CNIL et la Halde sur ce dossier,, et Alex Türk, le président de la CNIL, a écrit une lettre ouverte à Michèle Alliot-Marie, ministre de l'Intérieur, pour demander des « éclaircissements » et des « précisions » sur le logiciel Ardoise.

## Suspension en avril 2008 et redémarrage
Le 22 avril 2008 Michèle Alliot-Marie suspend l'expérimentation du logiciel Ardoise. En juillet 2010, le logiciel LRP-PN, successeur d'Ardoise (lui-même successeur de LRP) a commencé à être expérimenté sur 23 sites. Il est censé être généralisé en 2012. La mise en œuvre de ce logiciel se fait dans le cadre du NS2I (nouveau système d'information dédié à l'investigation).